# Ishtunda
Ishtunda va ser un estat neohitita de la regió de les muntanyes del Taure. Avui dia se sap que Ishtunda era el nom assiri d'Azatiwadaya, la capital del regne del mateix nom fundada pel rei Azatiwada al segle ix aC, que correspon a la moderna Karatepe. Les ruïnes de la ciutat emmurallada van ser excavades l'any 1947 per Helmuth T. Bossert i Halet Çambel.
El regne es va dir inicialment dels danunites (que agafaven el nom d'Adana) i hauria sorgit a l'inici del segle xii aC, segurament en enfonsar-se l'Imperi hitita, però no se'n sap gairebé res. Unes tauletes hitites trobades a la capital, parlen d'un Mukshsush (Mopsos?) d'Ahhiyawa (País dels aqueus) i de Madduwattas, un personatge rebel al rei hitita Arnuwandas III (final del segle xiii aC). Aquestes dades semblarien revelar una emigració grega a Cilícia testimoniada també per les llegendes gregues de manera independent. Fins a la inscripció d'Azatiwada o Azitawatas, fill de Mukatalas, que va rebre el poder del sobirà (probablement de Que) Awrikku no se'n sap gairebé res. La inscripció es va trobar a les excavacions de Karatepe, que se suposa era la ciutat fundada amb el seu propi nom pel rei
El danunites eren els habitants de Danuna (Adana) i en fenici apareixen esmentats com danuniyim. La inscripció situa a la dinastia com a descendents de Mopsos. Les emigracions gregues cap a l'any 1200 aC reflectides en mites i llegendes, han estat comprovades per l'arqueologia, i la que provenia de Cilícia, a la llegenda, la dirigia Mopsos. No obstant perquè aquestos personatges siguin els mateixos hi ha massa diferència temporal i en tot cas en serien descendents; la datació del segle ix aC podria ser errònia però certament no en tres segles i més aviat la majoria s'inclinen per datar la inscripció al final del segle viii aC o potser durant el segle viii aC. Awriku ha estat identificat amb Urikki de Que (vassall assiri després del 740 aC fins al 732 aC i segurament és esmentat més tard encara amb el nom d'Urik en una inscripció de Sargon II).
L'any 740 aC, quan Arpad es va rendir als assiris, diversos estats van pagar tribut. El rei de Gurgum, Tarkhularas, el de Kask (Katak) Dadilu, i el de Meliddu, Samulal, van pagar tribut. El van seguir Urikki de Que, Azriyau de Yaudi-Samal, Uassurme (Wasu Sharumush) de Tabal, Ushkhitti d'Atun, Urballa de Tokhan (Tuwana), Tukhammi d'Ishtunda, i Urimmi de Khubishna. La inscripció de Teglatfalassar (745 aC–727 aC) que s'hi refereix, diu: «He rebut tribut de Kushtaspi de Kummukh, de Rezon de Damasc, de Menahem de Samària (Regne d'Israel), d'Hiram de Tir, de Shipitbaal de Byblos, d'Urikki de Que, de Pisiris de Karkemish, d'Inil de Hamath, Panammu de Sam'al, de Tarkhulara de Gurgum, de Sulumal de Meliddu, de Dadilu de Kaska, d'Uasurme de Tabal, d'Ushhitti d'Atuna, d'Urballa de Tokhan (Tuwana), de Tuhamme d'Ishtunda, d'Urimme de Khubishna, i de Zabibe la reina d'Aribi».
Cap a l'any 700 aC els assiris van conquerir la ciutat i la van destruir, com demostra l'arqueologia. Unida a Que i a Khilakku (Cilícia) va formar una província assíria.